# Raoulia
Raoulia là một chi thực vật có hoa trong họ Cúc (Asteraceae).

## Loài
Chi Raoulia gồm các loài: